# Coleophora canadensisella
Coleophora canadensisella é uma espécie de mariposa do gênero Coleophora pertencente à família Coleophoridae.